# 鹿児島夫婦殺し事件
鹿児島夫婦殺し事件（かごしまふうふごろしじけん）とは、1969年1月15日に鹿児島県鹿屋市下高隈町で発生した殺人事件とそれによって生じた冤罪事件。
本事件は、冤罪の被害を受けた男性が国家賠償訴訟をおこしたことに特徴がある。
事件が起こった地名から高隈事件（たかくまじけん）あるいは鹿屋夫婦殺し事件（かのやふうふごろしじけん）とも呼ばれる。

## 概略
1969年1月15日、鹿児島県鹿屋市下高隈町の農家の夫婦が殺害された。1月18日に事件が発覚。事件から3ヶ月後、被害者らの知人であった男性が犯人と疑われ、詐欺で別件逮捕された。その後、警察による長期間の身柄拘束の末に犯行を自白。夫婦両名に対する殺人罪（併合罪）で起訴された。

## 裁判の経過
第一審・控訴審において両殺人罪の成立が認められ、懲役12年（求刑は懲役15年）の有罪判決が出た。
最高裁判所（最判昭和57・1・28刑集36巻1号67頁）が法令違反及び重大な事実誤認を理由に判決を破棄し、第二審の福岡高等裁判所宮崎支部に差戻し。1986年4月、判決差戻審判において無罪判決。同年5月に確定した。同支部は、「別件逮捕、拘置中の取り調べは任意捜査の限度を超え、自白調書に証拠能力がない。アリバイも成立する」との判断を下した。

## 国家賠償訴訟
男性はその後、総額6100万円の国家賠償訴訟を東京地方裁判所に起こした（後に鹿児島地方裁判所に移送）。
1993年4月19日に、第一審で取り調べ警察官及び担当検察官の捜査追行上の違法を認定し鹿児島県と国に対して約3900万円の支払いを命じた。
男性は1995年3月に原因不明の自宅の火災により亡くなった。
男性の死去後、福岡高裁宮崎支部は1997年3月に、国と県の控訴を棄却し、賠償額を増額して認容した。この判決では、検察官が、警察官の違法な取調べなどに対して、積極的に捜査指揮権を発動するなどして、これを阻止しなかった不作為を違法と断じた。この控訴審判決に対して、国と県は上告できず判決は確定。

## 備考
司法研修所では、前期修習において、この事件の記録を元に刑事弁護修習を行うようになった。そのため、導入時期以降の法曹には、有名な事件である。